# 뤼카 푸유

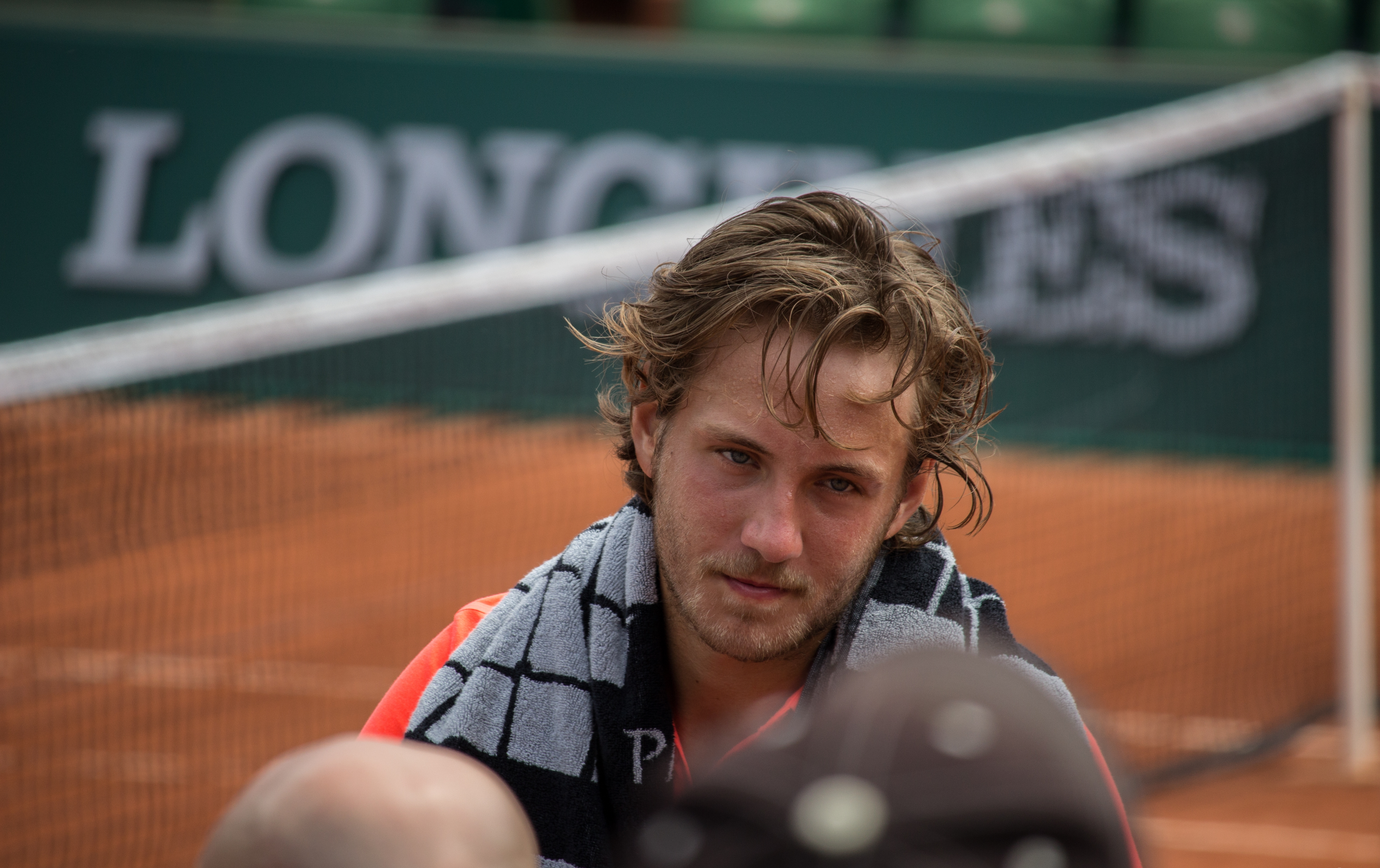
뤼카 푸유

뤼카 푸유(프랑스어: Lucas Pouille, 1994년 2월 23일 ~ )는 프랑스의 프로 테니스 선수이다. 2016년 차이나오픈에서 라파엘 나달, 앤디 머리 등의 선수들을 상대했다.